# Grupo Desportivo de Ribeirão
El Grupo Desportivo de Ribeirão, conegut com a Ribeirão, és un club de futbol portuguès amb seu a Ribeirão, Vila Nova de Famalicão, districte de Braga. Fundat el 1968, actualment juga a la Tercera Divisió portuguesa, celebrant els partits a casa a l'Estádio do Passal, que té una capacitat de 3.000 espectadors.

## Aparicions
- Segona Divisió: 19
- Tercera Divisió: 19

## Jugadors destacats
- Tiago Mesquita
- Amarildo Souza